# Cerro Negro (vulkan)
Cerro Negro är en vulkan i Nicaragua.   Den ligger 25 km öster om León i departementet León, i den västra delen av landet, på gränsen mellan kommunerna Larreynaga och León. Toppen på Cerro Negro är 728 meter över havet, eller 203 meter över den omgivande terrängen. Bredden vid basen är 1,2 km. Cerro Negro ingår i vulkankedjan Cordillera Los Maribios.

## Historia
Cerro Negro föddes tidigt på morgonen den 13 april 1850, och är därmed en av världens yngsta vulkaner. Efter två veckor var vulkanen 50 meter hög. Den har sedan haft frekventa utbrott 1867, 1914, 1923, 1947, 1946, 1950, 1968, 1971, 1992, 1995 och senast 1999.

## Vulkansurfing

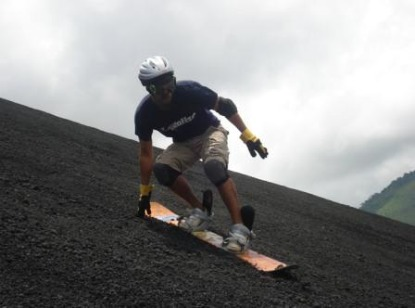
Vulkansurfing på Cerro Negro

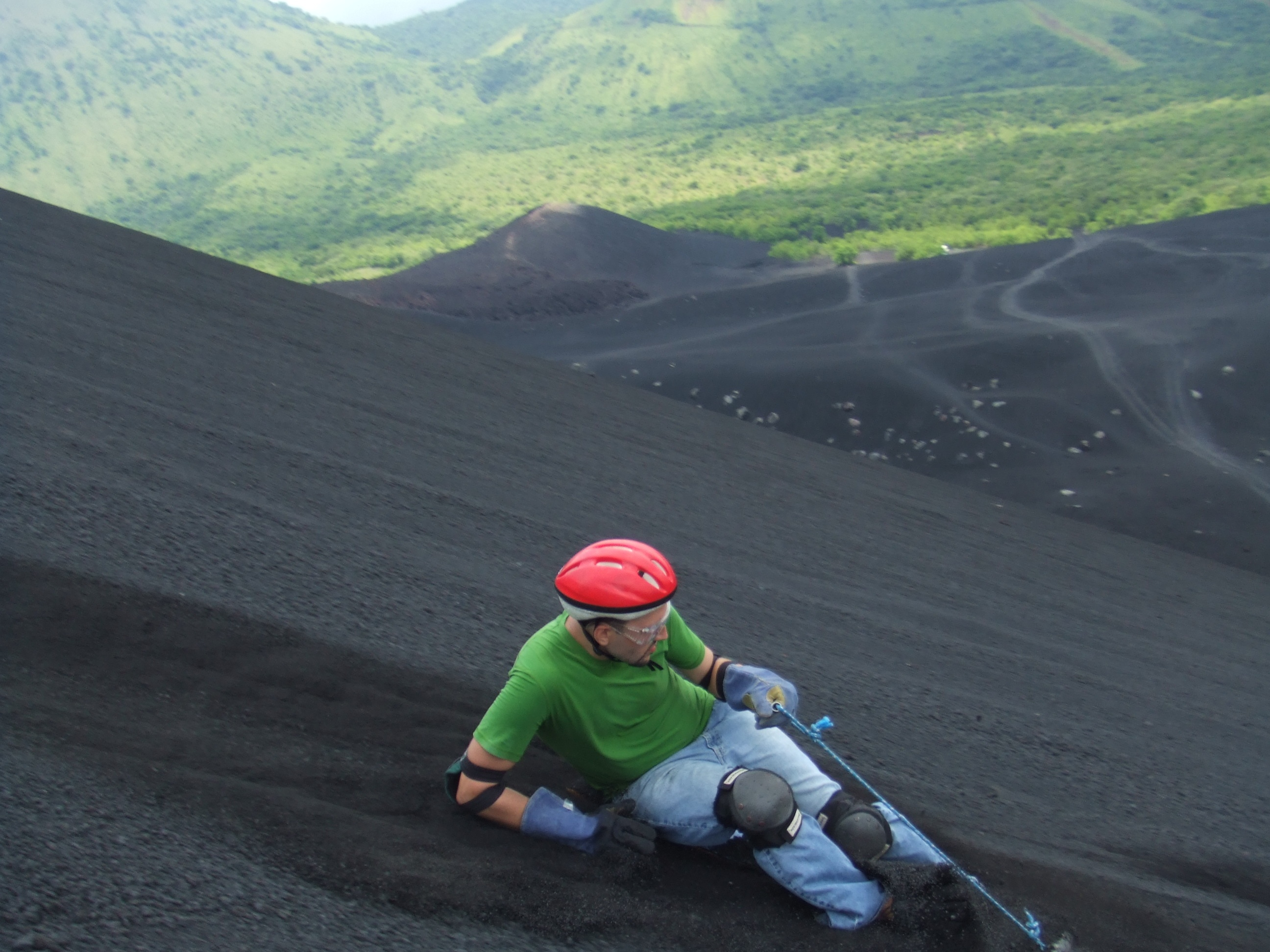
Vulkansurfing på Cerro Negro

Cerro Negro har branta sluttningar med fin lavasand, vilket gör den till den främsta platsen i världen för extremsporten vulkansurfing. Efter att ha klättrat upp för berget, åker utöverna ner för vulkanen stående på en snöbräda. Någon lift finns ej. De som vill ha det lite enklare, kan istället åka ner för vulkanen sittande på en bräda.